# Champions (película de 2023)
Champions es una película de comedia deportiva estadounidense de 2023 dirigida por Bobby Farrelly en su debut como director en solitario, a partir de un guion escrito por Mark Rizzo. Es una nueva versión en inglés de la película española Campeones de 2018. La película está protagonizada por Woody Harrelson como un temperamental entrenador de baloncesto de ligas menores que, después de un arresto, debe entrenar a un equipo de jugadores con discapacidad intelectual como servicio comunitario; Kaitlin Olson, Ernie Hudson y Cheech Marin también protagonizan.
Champions fue estrenada en los Estados Unidos el 10 de marzo de 2023 por Focus Features. La película recibió reseñas mixtas de los críticos.

## Reparto
- Woody Harrelson como Marcus, un entrenador de baloncesto de la liga G caído en desgracia.
- Kaitlin Olson como Alex, la hermana de Johnny y el interés amoroso de Marcus[2]
- Matt Cook como Sonny, entrenador asistente[2]
- Ernie Hudson como Phil Perretti, otro entrenador y amigo de Marcus[2]
- Cheech Marin como Julio, el gerente del centro recreativo donde practican los Friends.[2]
- Mike Smith como el abogado McGurk
- Scott Van Pelt como él mismo
- Jalen Rose como él mismo

### The Friends
- Madison Tevlin como Consentino[3]
- Joshua Felder como Dari[3]
- Kevin Iannucci como Johnny[3]
- Ashton Gunning como Cody[3]
- Matthew Von Der Ahe como Craig[3]
- Tom Sinclair como Blair[3]
- James Day Keith como Benny[3]
- Alex Hintz como Arthur[3]
- Casey Metcalfe como Marlon[3]
- Bradley Edens como Showtime[3]

## Producción
La fotografía principal tuvo lugar en Winnipeg, Manitoba, Canadá, de noviembre a diciembre de 2021. Se buscaron extras a través de un casting a través de St. Amant, una organización sin fines de lucro que trabaja con habitantes de Manitoba que tienen discapacidades del desarrollo y autismo.

## Estreno
Champions estaba originalmente programada para ser estrenada en cines en los Estados Unidos el 24 de marzo de 2023, por Focus Features, junto a John Wick: Chapter 4 de Lionsgate. En enero de 2023, la fecha de estreno se trasladó al 10 de marzo de 2023. La película tuvo su estreno en la alfombra roja en el AMC Lincoln Square Theatre de Nueva York el 27 de febrero de 2023.

## Recepción
Champions recibió reseñas mixtas a positivas de parte de la crítica y de la audiencia. En el sitio web especializado Rotten Tomatoes, la película posee una aprobación de 58%, basada en 127 reseñas, con una calificación de 5.8/10 y un consenso crítico que dice "Aunque sus aparentes intentos de ser edificantes a menudo pueden parecer condescendientes, Champions es una comedia bastante amable con algunas estrellas de gran talento." De parte de la audiencia tiene una aprobación de 89%, basada en más de 1000 votos, con una calificación de 4.4/5.
El sitio web Metacritic le dio a la película una puntuación de 50 de 100, basada en 34 reseñas, indicando "reseñas mixtas o promedio". Las audiencias encuestadas por CinemaScore le otorgaron a la película una "A" en una escala de A+ a F, mientras que en el sitio IMDb los usuarios le asignaron una calificación de 6.8/10, sobre la base de más de 22 000 votos. En la página web FilmAffinity la película tiene una calificación de 5.3/10, basada en 181 votos.